# Oku
Oku es un municipio del departamento de Bui de la región del Noroeste, Camerún. En noviembre de 2005 tenía una población censada de 87 720 habitantes.
Se encuentra ubicado cerca de la frontera con Nigeria.